# Joel Serrão

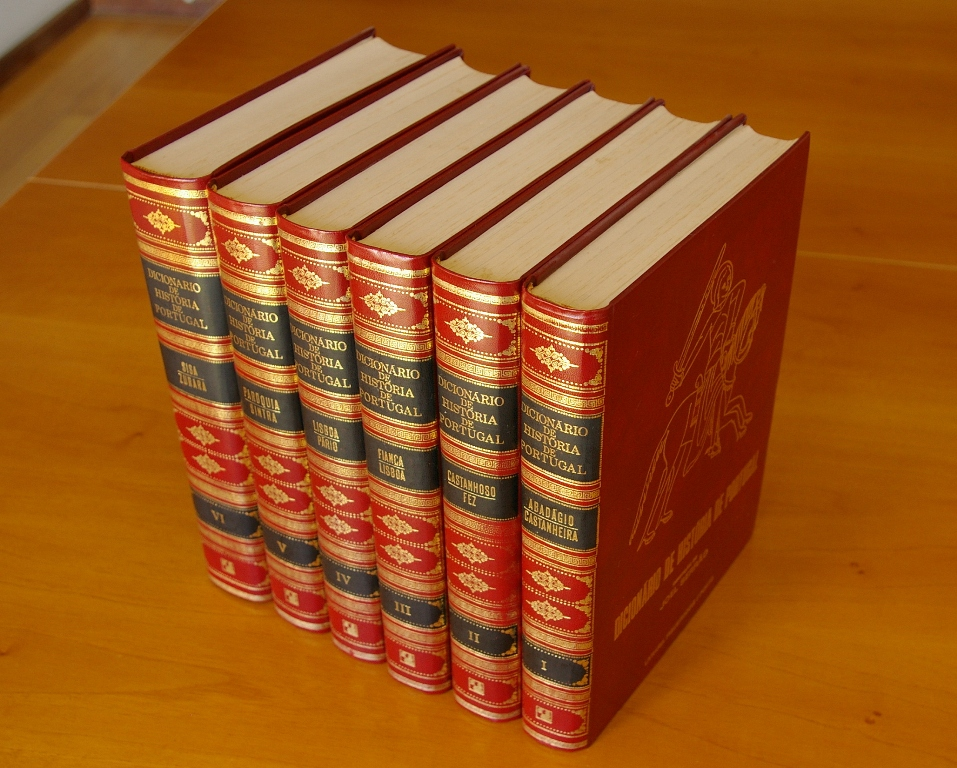
O Dicionário de História de Portugal, coordenado por Joel Serrão

Joel Justino Baptista Serrão ComL (Santo António, Funchal, 12 de dezembro de 1919 – Sesimbra, 5 de março de 2008) foi um historiador português.

## Biografia
Joel Serrão licenciou-se em Ciências Histórico-Filosóficas pela Faculdade de Letras da Universidade de Lisboa.
Em 1942 foi, juntamente com Rui Grácio, director do jornal cultural Horizonte editado pela Associação de Estudantes da Faculdade de Letras da Universidade Clássica de Lisboa. Este jornal publicava escritos de autores ligados ao Neorealismo; por esse motivo teve um período de vida relativamente curto pois aquela Faculdade, assim como outras, estavam sujeitas a vigilância constante por parte da PIDE e Joel Serrão era próximo do grupo antifascista, como se dizia então, da Faculdade de Letras.
De 1948 a 1972, foi professor do liceu em Viseu, Funchal, Setúbal e Lisboa.
Foi professor do Instituto Superior de Economia da Universidade Técnica de Lisboa e da Faculdade de Letras da Universidade de Lisboa e dirigiu o Centro de Estudos de História do Atlântico (Madeira); foi membro do Conselho de Administração da Fundação Calouste Gulbenkian e foi também professor na Faculdade de Ciências Sociais e Humanas da Universidade Nova de Lisboa.
A 15 de Julho de 1987 foi feito Comendador da Ordem da Liberdade.

## Algumas obras publicadas
Entre as obras publicadas encontram-se monografias históricas de cunho económico ou sociocultural, edições críticas, temas literários, estudos de personalidades da cultura como Cesário Verde, Sampaio Bruno, António Nobre, Fernando Pessoa, Antero de Quental, Vieira de Almeida e António Sérgio.
Encontra-se colaboração da sua autoria na revista Mundo Literário (1946-1948).
Dirigiu ao longo de dez anos um dos marcos da historiografia portuguesa recente, o Dicionário de História de Portugal.
- Cartas de Fernando Pessoa a Armando Côrtes-Rodrigues, 1945
- O Carácter Social da Revolução de 1383, 1946
- Para a História do Século XIX Português, 1953
- Cesário Verde: Interpretação, Poesias Dispersas e Cartas, 1957
- O Segredo da Aurora, 1957
- Sampaio Bruno: O homem e o pensamento, 1959; 1986
- Temas Oitocentistas, 1959, 1962
- Sampaio Bruno, 1960
- Temas de Cultura Portuguesa, 1960
- Dicionário de História de Portugal, 1963 - 1971
- José Anastácio da Cunha: Notícias Literárias de Portugal: 1780, 1966
- António Sérgio: Prosa Doutrinal de Autores Portugueses, 1967
- Do Sebastianismo ao Socialismo em Portugal, 1969
- Fontes de Demografia Portuguesa (1800-1862), 1973
- Portugueses Somos, 1975
- Testemunhos sobre a Emigração Portuguesa, 1976
- Emigração Portuguesa, 1978
- Génese e Estrutura do Pensamento Sócio-Político de Antero de Quental: Introdução a Antero de Quental: Prosas Socio-Políticas, 1982
- O Essencial sobre Cesário Verde: Ensaio e Biografia, 1986
- Da "Regeneração" à República, 1990
- Temas Históricos Madeirenses, 1992
- Pequeno Dicionário de História de Portugal, 1993